# Triaenophorus nodulosus
Triaenophorus nodulosus is een lintworm (Platyhelminthes; Cestoda). De worm is tweeslachtig. De soort leeft als parasiet in andere dieren.
Het geslacht Triaenophorus, waarin de lintworm wordt geplaatst, wordt tot de familie Triaenophoridae gerekend. De wetenschappelijke naam van de soort werd voor het eerst geldig gepubliceerd in 1781 door Pallas.